# بهنوش طباطبائي
بهنوش طبطبائي (بالفارسية: بهنوش طباطبايى) هي ممثلة إيرانية ولدت في طهران عام 1981، تعد واحدة من أهم وأبرز الممثلين الإيرانيين ومن أكثرهم شهرة في الفترة المعاصرة.

## الحياة الشخصية
ولدت طبطبائي في طهران عام 1981 ودرست في جامعة طهران ودرست هندسة الحاسوب وعملت لفترة قصيرة في جامعة طهران.
في 1 مارس من عام 2011 تزوجت من الممثل الإيراني مهدي باكدل بعد أن التقته في عام 2007 لكنهما تطلقا في عام 2016.

## أعمالها

### أفلام
- مصائب العذراء
- قلاج بار - رويا
- الطريق السريع (فيلم)
- قشر الموز (فيلم)
- شخص غريب
- قصة حب والدي
- حظ، حب، حادث - ناهد
- السيانيد (فيلم) - ليلى زمرديان
- تحت سقف سموكي - رنا
- ردهة (فيلم)
- غلام رضا تختي (فيلم) - شهلا توكلي
- مغامرات منتصف النهار: أثر الدم - سيما

### التلفاز
- المختار الثقفي - خاشعة (زوجة المنذر بن الزبير)
- مسافر من الهند - والدة سيما/سيما
- نسيج - مريم
- نسي - مينا نادري
- ميخائيل (فيلم) - ياس

## الجوائز والترشيحات
| سنة  | جائزة                              | فئة                     | عمل                            | النتيجة |
| ---- | ---------------------------------- | ----------------------- | ------------------------------ | ------- |
| 2019 | مهرجان الفجر السينمائي الدولي      | أفضل ممثلة في وقت قياسي | مغامرات منتصف النهار: أثر الدم | رُشِّح     |
| 2011 | جوائز حافظ                         | أفضل ممثلة درامية       | In the Strand of Zayandeh Rud  | فوز     |
| 2016 | جوائز حافظ                         | أفضل ممثلة درامية       | ميخائيل (فيلم)                 | رُشِّح     |
| 2016 | جمعية نقاد وكتاب السينما الإيرانية | أفضل ممثلة في دور داعم  | السيانيد (فيلم)                | رُشِّح     |

## وصلات خارجية
بهنوش طبطبائي على موقع IMDb (الإنجليزية)
- بهنوش طبطبائي على موقع قاعدة بيانات الفيلم (الإنجليزية)